# Стэнфорд, Аллен
Сэр Роберт Аллен Стэнфорд (родился 24 марта 1950 года, Мехия, Техас, США) — знаменитый финансист и филантроп, спонсор профессионального спорта, который был арестован за мошенничество.
C 1993 Стэнфорд был главой и единственным владельцем финансовой империи, известной как Stanford Financial Group которая к 2008 году управляла активами в размере около 50 миллиардов долларов. Журнал Forbes в 2008 году оценил состояние Стэнфорда в 2,2 миллиарда долларов.
Техасец в пятом поколении, он проживает на Виргинских островах и имеет гражданство как США, так и государства Антигуа и Барбуда. Его отец — Джеймс Стэнфорд (James Stanford) и дед — Лодис Стэнфорд (Lodis Stanford) создали и руководили страховой фирмой со времён Великой депрессии в США.
Стэнфорд был первым американцем, который был посвящён в рыцари властями Антигуа и Барбуда. Посвящение было произведено в 2006 году.
14 июня 2012 года техасского миллиардера Аллена Стэнфорда приговорили к 110 годам тюрьмы по обвинению в создании финансовой пирамиды, вкладчики которой потеряли более 7 миллиардов долларов. Ранее в марте присяжные признали Стэнфорда виновным по 13 из 14 пунктам обвинения. Сам создатель пирамиды по так называемой «схеме Понци» своей вины не признал. Обвинение требовало приговорить Стэнфорда к 230 годам тюрьмы, в то время как защита настаивала на 44 месяцах, которые Аллен Стэнфорд уже провёл в заключении.

## Биография
- В 1974 году окончил Бэйлорский университет в Уэйко, штат Техас со степенью бакалавра по финансам и открыл в Уэйко спортивный зал.
- В 1983 году разорился, переехал к родственникам во Флориду и занялся торговлей недвижимостью.
- В 1986 году Стэнфорд перенес бизнес в офшорную зону, на Карибские острова, в островное государство Антигуа и Барбуда. Там он основал собственный банк Guardian International Bank, впоследствии переименованный в Stanford International Bank.
- В 1999 году Стэнфорд получил гражданство Антигуа и Барбуда.
- В 2006 году Стэнфорд стал первым американцем, получившим рыцарство и звание кавалера Почетного ордена Антигуа и Барбуда.
- В 2008 году журнал World Finance назвал Стэнфорда человеком года.
- В 2009 году Стэнфорд стал объектом проверки правоохранительных органов и был заподозрен в мошенничестве и грубых нарушениях финансовых законов США, включая присвоение 8 миллиардов долларов своих клиентов[5]. ФБР обыскало офисы компании Стэнфорда в Хьюстоне, Мемфисе и в Тьюпело[6]. Его действия были расценены как «масштабная схема Понци»[7]. Он был арестован в своем доме сотрудниками ФБР 18 июля 2009 года[8][9]. Если вина Стэнфорда будет доказана, ему грозит до 375 лет тюремного заключения.

- Комиссия по ценным бумагам и биржам (SEC) 17 февраля 2009 года начала расследование и позже установила, что Стэнфорд создал финансовую пирамиду, нанесшую инвесторам ущерб, оцениваемый как минимум в 7 миллиардов долларов.
- 24 февраля 2009 года контроль над подразделением банка Стэнфорда в государстве Антигуа и Барбуда установили местные власти. Финансовая организация была переименована в Eastern Caribbean Amalgamated Financial Company.
- 3 ноября 2009 года лишен рыцарского титула в карибском государстве Анти́гуа и Барбу́да[10].
- 15 июня 2012 года осуждён по статье «мошенничество и отмывание денег».